# Hans Blees
Hans Blees (Düsseldorf, 15 februari 1920 - 18 maart 1994) was een Duits autocoureur. In 1953 schreef hij zich in voor één Formule 1-race, zijn thuisrace van dat jaar. Hij was echter niet aanwezig op de Nürburgring, waar de race gehouden werd, en startte dus niet.